# Isobel Elsom
Pour les articles homonymes, voir Elsom.
Isobel Elsom (parfois créditée Isabel Elsom) est une actrice anglaise, née Isobel Jeannette Reed à Cambridge (Angleterre) le 16 mars 1893, et morte à Woodland Hills (Californie), le 12 janvier 1981.

## Biographie
Au théâtre, où elle débute en 1911, Isobel Elsom se produit en particulier à Broadway, entre 1926 et 1957 (ainsi, en 1940, Ladies in Retirement, dont l'adaptation au cinéma l'année suivante - 1941 - sera son deuxième film américain), et également à Londres.
Au cinéma, elle joue dans une centaine de films, de 1915 à 1964. Son dernier film muet, en 1927, est également son premier film américain (Dance Magic). Auparavant, elle tourne des films au Royaume-Uni, notamment sous la direction de Maurice Elvey qui fut son premier époux. Elle poursuit sa carrière au cinéma, à l'avènement du cinéma parlant, d'abord dans son pays natal de 1931 à 1934, puis aux États-Unis à partir de 1941. Citons Monsieur Verdoux, L'Aventure de madame Muir (The Ghost and Mrs. Muir) et The Paradine Case, tous trois sortis en 1947, ou bien My Fair Lady - le film musical de 1964 -, son avant-dernière prestation au cinéma.
Notons encore sa participation à un film français en 1925 (Le Réveil, avec Charles Vanel), à une coproduction anglo-allemande en 1927 (Tragödie einer Ehe), ainsi qu'à une coproduction italo-américaine en 1947 (Addio Mimi !).
Enfin, elle apparaît également à la télévision, dans des téléfilms et séries, de 1939 (avec un téléfilm américain, Hay Fever d'Ed Sobol, aux côtés de Montgomery Clift) à 1964. Entre autres séries, mentionnons Alfred Hitchcock presents (trois épisodes en 1956-1957) et The Alfred Hitchcock Hour (deux épisodes en 1962-1963).

## Théâtre
(pièces à Broadway, sauf mention contraire)
- 1917-1918 : The Freaks d'Arthur Wing Pinero, avec C.V. France, Leslie Howard (à Londres)
- 1920-1921 : Up in Mabel's Room'' de Wilson Collison (à Londres)
- 1922-1923 : Sweet Lavender de (et mise en scène par) Arthur Wing Pinero (à Londres)
- 1923-1924 : La Déesse rouge (The Green Goddess) de William Archer, avec George Arliss, Ivan F. Simpson (à Londres) (adaptée au cinéma en 1930)
- 1926 : The Ghost Train d'Arnold Ridley, avec Eric Blore, Claudette Colbert
- 1927 : The Mulberry Bush d'Edward Knoblauch, avec Claudette Colbert
- 1927 : People don't do such Things de Lyon Mearson et Edgard M. Schoenberg, avec Stanley Logan
- 1928 : The Silver Box de John Galsworthy, avec Mary Forbes
- 1928 : The Behavior of Mrs. Crane d'Harry Segall, avec Walter Connolly, Charles Trowbridge
- 1928 : The Outsider de Dorothy Brandon
- 1938-1939 : American Landscape de (et mise en scène par) Elmer Rice, avec Charles Dingle, Charles Waldron
- 1940 : Ladies in Retirement de Reginald Denham et Edward Percy, avec Flora Robson
- 1942 : The Flowers of Virtue de (et mise en scène par) Marc Connelly, avec Frank Craven, Thomas Gomez, Vladimir Sokoloff
- 1944-1945 : Hand in Glove de Charles K. Freeman et Gerald Savory, mise en scène par James Whale
- 1950 : The Innocents de William Archibald, avec une musique de scène d'Alex North
- 1950 : The Curious Savage de John Patrick, avec Lillian Gish
- 1951 : Roméo et Juliette (Romeo and Juliet) de William Shakespeare, avec Olivia de Havilland, Jack Hawkins
- 1952 : The Climate of Eden de Moss Hart
- 1954 : The Burning Glass de Charles Langbridge Morgan, avec Cedric Hardwicke, Walter Matthau
- 1957 : Hide and Seek de Roger McDougall et Stanley Mann, avec Barry Morse, Basil Rathbone
- 1957 : The First Gentleman de Norman Ginsbury, avec Walter Slezak

## Filmographie partielle
- 1915 : A Prehistoric Love Story de Leedham Bantock (court métrage)
- 1916 : Milestones de Thomas Bentley
- 1918 : The Man who won de Rex Wilson (en)
- 1918 : The Way of an Eagle de G.B. Samuelson
- 1918 : The Elder Miss Blossom de Percy Nash
- 1919 : Hope de Rex Wilson (en)
- 1919 : Quinneys de Maurice Elvey et Herbert Brenon
- 1920 : Aunt Rachel d'Albert Ward
- 1921 : For her Father's Sake d'Alexander Butler
- 1922 : A Debt of Honour de Maurice Elvey
- 1922 : The Game of Life de G.B. Samuelson
- 1923 : The Harbour Lights de Tom Terriss
- 1923 : The Wandering Jew de Maurice Elvey
- 1924 : Who is the Man? de Walter Summers
- 1924 : The Love Story of Aliette Brunton de Maurice Elvey
- 1925 : The Last Witness de Fred Paul
- 1925 : Le Réveil de Jacques de Baroncelli
- 1926 : The Tower of London de Maurice Elvey
- 1927 : La Goutte de venin (Tragödie einer Ehe) de Maurice Elvey
- 1927 : Dance Magic de Victor Halperin
- 1931 : The Other Woman de G.B. Samuelson
- 1932 : The Crooked Lady de Leslie S. Hiscott
- 1933 : The Thirteenth Candle de John Daumery
- 1934 : The Primrose Path de Reginald Denham
- 1941 : Ladies in Retirement de Charles Vidor
- 1942 : L'Escadrille des aigles (Eagle Squadron) d'Arthur Lubin
- 1942 : Laugh Your Blues Away (en) de Charles Barton
- 1942 : The War Against Mrs. Hadley de Harold S. Bucquet
- 1942 : Sept Amoureuses (Seven Sweethearts) de Frank Borzage
- 1942 : Ô toi ma charmante (You were never Lovelier) de William A. Seiter
- 1943 : Et la vie recommence (Forever and a Day) d'Edmund Goulding et Cedric Hardwicke
- 1943 : First Comes Courage de Dorothy Arzner
- 1944 : Between Two Worlds (en) d'Edward A. Blatt
- 1944 : Casanova le petit (Casanova Brown) de Sam Wood
- 1945 : L'Invisible Meurtrier (The Unseen) de Lewis Allen
- 1946 : Du burlesque à l'opéra (Two Sisters from Boston) de Henry Koster
- 1946 : L'Emprise (Of Human Bondage) d'Edmund Goulding
- 1947 : La Seconde Madame Carroll (The Two Mrs. Carrolls) de Peter Godfrey
- 1947 : Monsieur Verdoux de Charlie Chaplin
- 1947 : L'Aventure de madame Muir (The Ghost and Mrs. Muir) de Joseph L. Mankiewicz
- 1947 : Le Crime de madame Lexton (Ivy) de Sam Wood
- 1947 : Tu ne m'échapperas pas (Escape Me Never) de Peter Godfrey et LeRoy Prinz
- 1947 : L'Amour d'un inconnu (Love from a Stranger) de Richard Whorf
- 1947 : Le Procès Paradine (The Paradine Case) d'Alfred Hitchcock
- 1948 : Madame et ses pantins (en) (Smart Woman) d'Edward E. Blatt
- 1949 : Le Jardin secret (The Secret Garden) de Fred M. Wilcox
- 1954 : Désirée de Henry Koster
- 1954 : Au fond de mon cœur (Deep in my Heart) de Stanley Donen
- 1955 : Le Voleur du Roi (The King's Thief) de Robert Z. Leonard
- 1955 : La Colline de l'adieu (Love is a many-splendored Thing) de Henry King
- 1956 : Over-Exposed de Lewis Seiler
- 1956 : À vingt-trois pas du mystère (23 Paces to Baker Street) de Henry Hathaway
- 1956 : La Vie passionnée de Vincent van Gogh (Lust for Life) de Vincente Minnelli
- 1957 : Le Fort de la dernière chance (The Guns of Fort Petticoat) de George Marshall
- 1958 : Trois Bébés sur les bras (Rock-a-bye Baby) de Frank Tashlin
- 1959 : Ce monde à part (The Young Philadelphians) (non créditée) de Vincent Sherman
- 1959 : Quand la terre brûle (The Miracle) d'irving Rapper et Gordon Douglas
- 1960 : Le Dingue du palace (The Bellboy) de Jerry Lewis (non créditée)
- 1961 : Le Zinzin d'Hollywood (The Errand Boy) de Jerry Lewis
- 1961 : La Farfelue de l'Arizona (The Second Time Around) de Vincent Sherman
- 1963 : Un chef de rayon explosif (Who's minding the Store ?) de Frank Tashlin
- 1964 : My Fair Lady de George Cukor
- 1964 : Trois Filles à Madrid (The Pleasure Seekers) de Jean Negulesco